# Desirée Bjerke
Desirée Bjerke Andersen (ur. 22 marca 1971 we Fredrikstad) – norweska skeletonistka, olimpijka.

## Kariera
W 2008 roku wystartowała na mistrzostwach Europy w Cesanie, zajmując szóste miejsce. Był to jej najlepszy wynik na międzynarodowej imprezie tej rangi. Dwa lata wcześniej wystartowała na igrzyskach olimpijskich w Turynie, zajmując dziewiąte miejsce. Brała również udział w igrzyskach w Vancouver w 2010 roku, gdzie była siedemnasta. Wielokrotnie punktowała w zawodach Pucharu Świata, jednak nigdy nie stanęła na podium. Najlepszy wynik osiągnęła 14 grudnia 2007 roku w Lake Placid, gdzie była piąta.